# Heaven & Hell (album de Ava Max)
Heaven & Hell este albumul de debut al cântăreței americane Ava Max. A fost lansat pe 18 septembrie 2020 de către Atlantic Records.

## Lista de piese
| Heaven & Hell track listing |                        |                          |         |  |
| Nr.                         | Titlu                  | Producer(s)              | Lungime |  |
| 1.                          | „Heaven”               | Cirkut                   | 1:46    |  |
| 2.                          | „Kings & Queens”       | Cirkut RedOne            | 2:42    |  |
| 3.                          | „Naked”                | Cirkut Trackside         | 3:42    |  |
| 4.                          | „Tattoo”               | Cirkut                   | 2:39    |  |
| 5.                          | „OMG What's Happening” | Cirkut Hank Solo Gill    | 2:59    |  |
| 6.                          | „Call Me Tonight”      | Cirkut Shellback A Strut | 2:50    |  |
| 7.                          | „Born to the Night”    | Cirkut Earwulf           | 3:19    |  |
| 8.                          | „Take You to Hell”     | Cirkut                   | 2:44    |  |
| 9.                          | „Who's Laughing Now”   | Cirkut Lotus IV          | 3:00    |  |
| 10.                         | „Belladonna”           | Cirkut                   | 3:23    |  |
| 11.                         | „Rumors”               | Cirkut Freedo            | 3:12    |  |
| 12.                         | „So Am I”              | Cirkut                   | 3:04    |  |
| 13.                         | „Salt”                 | Cirkut                   | 3:00    |  |
| 14.                         | „Sweet but Psycho”     | Cirkut                   | 3:07    |  |
| Lungime totală:             | Lungime totală:        | Lungime totală:          | 44:45   |  |